# Идиографски приступ
Идиографски приступ је појам који означава методски приступ који је усмерен ка ономе што је стварно, појединачно и непоновљиво у појединцу. У идиографском приступу анализирају се конкретне, јединствене личности појмовима, методима и техникама који су прилагођени да што боље опишу оно што је особено за унутрашњу стварност те реалне, непоновљиве личности. У овом поступку користе се следеће технике: анализа личних докумената, метод спаривања, техника Q-sortiranja, скале самопроцене, индивидуализовани упитници, интервјуи итд.